# Salix hainanica
Salix hainanica är en videväxtart som beskrevs av A.K. Skvortsov. Salix hainanica ingår i släktet viden, och familjen videväxter. Inga underarter finns listade i Catalogue of Life.